# ПИР-Центр
ПИР-Центр — российский аналитический центр и неправительственная организация, специализирующаяся на научно-исследовательской, образовательной и издательской деятельности в области международной безопасности, обладает консультативным статусом при ЭКОСОС ООН (с 2010 года) и статусом социально ориентированной некоммерческой организации (СОНКО). По оценке журнала «Коммерсантъ Власть», ПИР-Центр является одной из ведущих негосударственных организаций в области внешней политики в России. Офис находится в Москве. С 1994 года ПИР-Центр издаётся серия Индекс Безопасности – Научные записки ПИР-Центра (до 2007 года — журнал «Ядерный контроль») и его международная версия Security Index. ПИР-Центр получил от Фонда Макартуров 3 407 397 долларов США в период с 1995 по 2012 год.
Директор и основатель ПИР-Центра — Владимир Андреевич Орлов.

## Программы ПИР-Центра

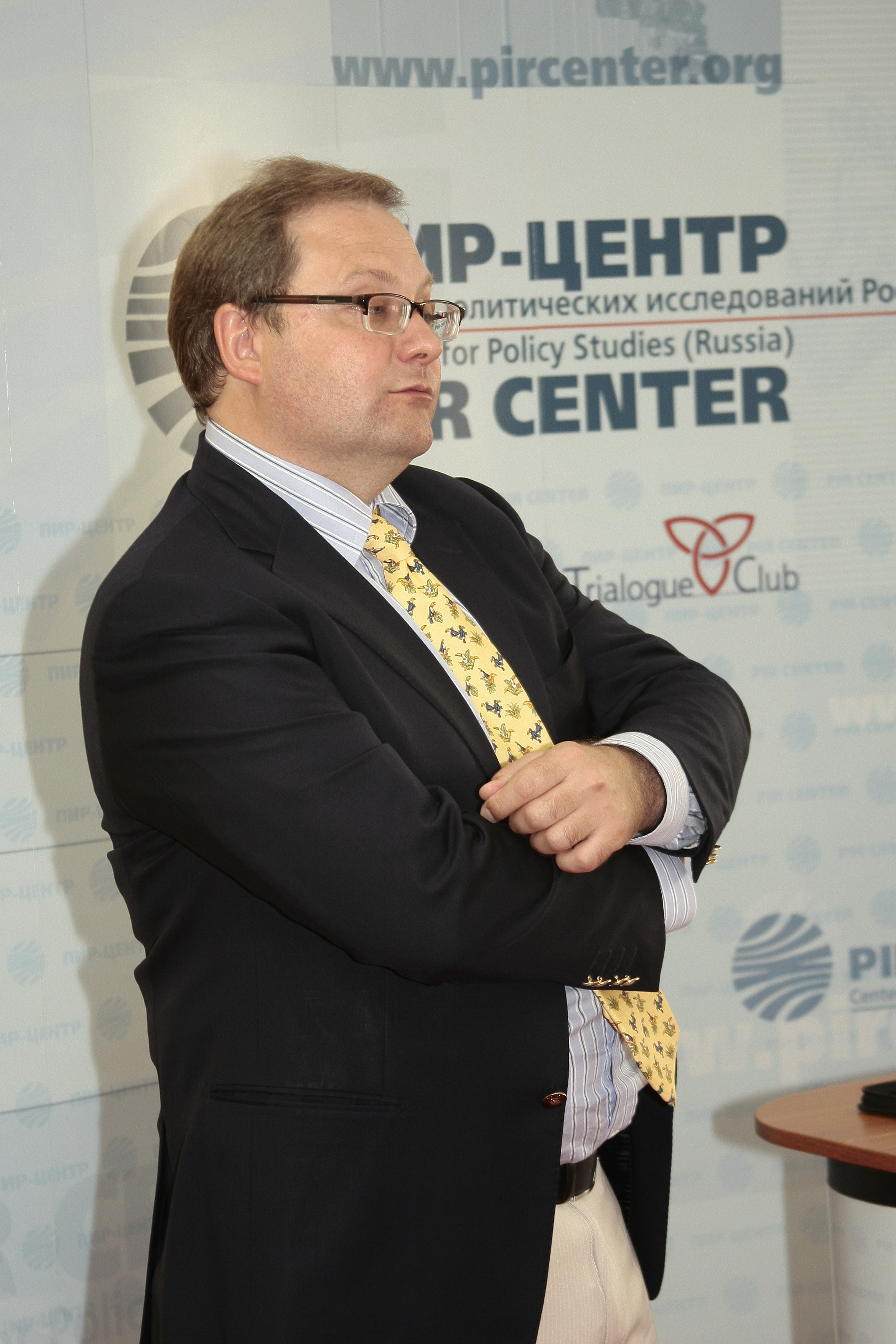
Владимир Андреевич Орлов, директор и основатель ПИР-Центра

### Россия и ядерное нераспространение[8]
Программа "Россия и ядерное нераспространение" является становой для ПИР-Центра. В её рамках реализуется множество научно-прикладных проектов: программа является интегратором экспертизы по вопросам ядерного нераспространения и контроля над вооружениями в России, содействует распространению качественных знаний по этой проблематике в России и в мире. Сейчас деятельность программы "Россия и ядерное нераспространение" сосредоточена на следующих проектах:
1. Будущее ДНЯО и интересы России: ПИР-Центр принимает участие в обзорном процессе Договора о нераспространении ядерного оружия (ДНЯО), осуществляет аналитическое сопровождение российских инициатив в области нераспространения, а также содействует распространению знаний о ядерном нераспространении.
2. Контроль над вооружениями и пути разоружения: в фокусе проекта мониторинг ситуации вокруг Договора о дальнейших мерах по ограничению и сокращению СНВ, наблюдение за развитием потенциала и модернизация ядерных сил США, изучение возможности диалога ядерной пятёрки по вопросам контроля над вооружениями, а также изучение и разработка мер доверия в ядерной области на случай развала архитектуры контроля над вооружениями.
3. Содействие российско-американскому диалогу в сфере глобальной безопасности: в рамках проекта были созданы Совет по устойчивому партнерству с Россией (СУПР) (совместно с Фондом Плаушерса: 2011-2014 гг.), Российско-мериканская группа по вопросам обзорного процесса ДНЯО (совместно с Центром исследования проблем нераспространения им. Джеймса Мартина (ЦИПН) в Монтеррее (США) и с Centre russe d’etudes politiques (Швейцария): 2016 г.), Рабочая группа по вопросам стратегической стабильности и деэскалации (совместно с Центром исследования проблем нераспространения им. Джеймса Мартина (ЦИПН) и с Centre russe d’etudes politiques: 2017), а также в 2019 году был проведён семинар «Как снизить риски ядерной конфронтации в условиях возрастающего соперничества великих держав» совместно с Центром стратегических международных исследований (CSIS, США).
4. Ядерная программа Ирана и интересы России: деятельность проекта посвящена мониторингу ситуации вокруг Совместного всеобъемлющего плана действий (СВПД), анализу влияния внутриполитических и региональных факторов на развитие иранской ядерной программы, а также проработке вопроса применения гарантий МАГАТЭ в Иране.
5. Роль России в создании зоны, свободной от оружия массового уничтожения (ЗСОМУ), на Ближнем Востоке и в развитии мирной атомной энергетики на Ближнем и Среднем Востоке: в рамках проекта анализируются атомно-энергетические программы государств региона, осуществляется аналитическое сопровождение дипломатических инициатив в направлении создания ЗСОМУ, организуются и проводятся тематические заседания клуба "Триалог"
6. Электронный журнал «Ядерный контроль».

### Глобальная и региональная безопасность: новые идеи для России
В рамках программы "Глобальная и региональная безопасность: новые идеи для России" также реализуется множество научно-прикладных проектов, среди которых:
1. Глобальная безопасность: новые идеи для внешней и оборонной политики России.
2. К новой повестке дня европейской безопасности[10]: в рамках проекта ПИР-Центр участвует в дискуссии по вопросам обновления европейской безопасности и участия России в решении ключевых военно-политических проблем региона.
3. Перспективы БРИКС в вопросах мира и безопасности[11]: основатель и директор ПИР-Центра Владимир Орлов участвовал во встречах экспертного сообщества России, КНР, Индии и Бразилии, на этапе формирования концепции БРИК, с тех пор ПИР-Центр внимательно следит за развитием четверки, и, впоследствии, пятерки. ПИР-Центр анализирует участие России в формате БРИКС и ее сотрудничество с партнерами в сфере высоких технологий (атомная энергетика, информационные технологии и использование космического пространства). ПИР-Центр принимает активное участие в выработке стратегии России в отношении БРИКС, сотрудники ПИР-Центра участвуют в работе Национального комитета по исследованию БРИКС.
4. Новые технологии и интересы России[12]: проект нацелен на изучение потенциала сотрудничества в использовании и возможности регулирования новых технологий, а также трансформации вызовов военной и невоенной безопасности России. Он нацелен на поиск решений, которые позволят минимизировать потенциальные угрозы через широкое обсуждение и принятие международного регулирования путем многостороннего диалога и взаимовыгодного сотрудничества. В рамках этого проекта сотрудники ПИР-Центра работают над такими темами, как:
  - Искусственный интеллект и международная безопасность
  - Многостороннее сотрудничество в области регулирования использования технологий искусственного интеллекта
  - Применение технологий ИИ в международной сфере в качестве инструмента решения проблем безопасности: в дипломатии и других областях государственного управления, в работе международных организаций
  - Международное регулирование смертоносных автономных систем
  - Международное гуманитарное право в новых технологических реалиях.
5. Russian Security Index Yearbook: международная версия журнала "Индекс Безопасности".

### Образовательная программа
Образовательная программа ПИР-Центра занимается непосредственным воспитанием новых поколений специалистов в области международной безопасности. Программа реализует следующие проекты:
1. Международная Школа по проблемам глобальной безопасности: за 20 существования обучение в Школе прошли более 500 человек. Международная Школа ПИР-Центра - уникальная площадка, где молодые дипломаты и офицеры, научные сотрудники и студенты из более чем 20 стран мира расширяют свой профессиональный кругозор и повышают квалификацию, встречаются с ведущими российскими экспертами, сотрудниками государственных и неправительственных организаций, крупнейших частных компаний, с зарубежными дипломатами.
2. Международная магистратура двойного диплома «Глобальная безопасность, ядерная политика и нераспространение ОМУ»: это первая международная магистерская программа по вопросам нераспространения, сформирована под эгидой МГИМО МИД России (Москва) и Миддлберийского института международных исследований в Монтерее (MIIS, Монтерей, Калифорния, США) при активном участии ПИР-Центра (Москва). За 5 лет работы выпускниками программы стали более 30 человек.
3. Программа стажировок в ПИР-Центре.
4. Nonproliferation.ru / Nonproliferation.world – научно-образовательная онлайн-платформа.
5. Сообщество «Под знаком ПИР»: объединяет более 1000 выпускников Школы и стажировок, сотрудников, консультантов и стажеров из более чем 30 стран мира.
6. Научные Среды: серия круглых столов и мозговых штурмов
7. Сотрудничество с университетами.
8. Тимербаевские Дебаты – международный студенческий клуб.
9. 10-летний план по развитию образования в области нераспространения и разоружения в мире.
10. Учебник «Ядерное нераспространение»: работа над новым изданием.
11. Учебник Nuclear Nonproliferation: издание на английском языке.

### Информационная программа
Информационная программа ПИР-Центра связывает все остальные программы между собой и с внешним миром. Цель программы - продвигать продукты, новости, мероприятия ПИРа через сайт, социальные сети, рассылки и СМИ. Информационная программа сосредотачивается на реализации следующих проектов:
1. Развитие Интернет-представительства ПИР-Центра: развитие и продвижение сайта www.pircenter.org. Сайт содержит огромную коллекцию аналитических материалов ПИР-Центра за последние 30 лет, онлайн-курсы, видео-интервью, видео-лекции/дебаты и многое другое.
2. Индекс Безопасности – Научные записки ПИР-Центра: старейший проект ПИР-Центра. В рамках проекта ежегодно выпускается более 10 докладов, затрагивающих самые важные темы глобальной безопасности. Авторами ИБ в разное время были Сергей Лавров, Сэм Нанн, Уильям Поттер, Евгений Примаков, Владимир Путин, Касым-Жомарт Такаев и многие другие.
3. Security Index Occasional Paper Series – Global Edition: аналитические записки на английском языке по проблематике глобальной безопасности.
4. Информационный бюллетень ПИР-Пресс: издание и рассылка информационного бюллетеня о глобальной безопасности, где эксперты ПИР-Центра анализируют события в мире и дают свою оценку рискам. Также в рассылках рассказывается о событиях ПИР-Центра: встречах, мероприятиях, делаются объявления о конкурсах и вакансиях.
5. Информационный бюллетень Пирога: электронное издание, знакомит друзей ПИР-Центра с успехами и достижениями за год, рассказывает о важнейших событиях ПИР-Центра, показывает, как развиваются проекты ПИР-Центра.
6. Диалог со СМИ и дискуссия в социальных сетях по вопросам внешней политики, обороны, глобальной и региональной безопасности.

### Программа взаимодействия с партнёрами
1. Экспертный совет ПИР-Центра.
2. Международный клуб "Триалог".

## Экспертный совет
Экспертный совет - это: 72 индивидуальных и 10 корпоративных членов из 15 государств -  представители отечественного и  мирового экспертного сообщества с богатейшим опытом и знаниями. 19 кандидатов и 20 докторов наук, 5 академиков РАН, сотрудники государственного аппарата России и зарубежных стран. В состав Экспертного совета ПИР-Центра входят: Андрей Вадимович Кортунов — генеральный директор Российского совета по международным делам; Джозеф Сиринционе — Президент Фонда Плаушерс; Виктор Львович Васильев — Постоянный представитель Российской Федерации при ФАО и других организациях ООН в Риме; Михаил Витальевич Маргелов — бывший председатель Комитета по международным делам Совета Федерации Федерального собрания РФ, а ныне вице-президент по международным вопросам и общественным связям компании «Транснефть»; Владимир Иванович Воронков — Заместитель генерального секретаря ООН, глава Бюро по борьбе с терроризмом ООН; Вячеслав Иванович Трубников — директор Службы внешней разведки России (1996—2000 гг.), Чрезвычайный и полномочный посол России в Индии (2004—2009 гг.); Уильям Поттер — Основатель и директор Центра изучения проблем нераспространения им. Дж. Мартина Монтерейского института международных исследований (Калифорния, США) и другие эксперты.

## Образовательные программы ПИР-Центра
С 2001 года ПИР-Центр проводит ежегодные Международные Летние Школы по проблемам глобальной безопасности для молодых специалистов государств СНГ и других стран. Среди выпускников Школы: постоянный представитель Киргизии при международных организациях в Вене Бакыт Джусупов (окончил в 2008 году), замруководителя отдела внешней политики ИД «Коммерсант» Елена Черненко (окончила в 2012 году), заместитель руководителя Аппарата президента Киргизии Данияр Саякбаев (окончил в 2015 году), руководитель департамента прессы, информации и по связям с общественностью МИД Армении Арам Араратян (окончил в 2015 году) и другие. К 2021 году выпускниками Школы стали более 500 человек.
С 2016 года ПИР-Центр проводит первую международную магистерскую программу по вопросам нераспространения на базе МГИМО МИД России (Москва) и Миддлберийского института международных исследований в Монтерее (MIIS, Монтерей, Калифорния, США). К 2021 году программа произвела 5 наборов студентов, более 30 человек стали её выпускниками.
17 — 19 марта 2014 г. ПИР-Центр провел тренинговый курс по вопросам глобального управления интернетом и международной информационной безопасности для молодых сотрудников министерств иностранных дел и обороны, экспертов частного сектора, научно-академического и университетского сообществ России и стран СНГ.
26 — 30 марта 2013 г. при организации ПИР-Центра прошел тренинговый курс для преподавателей высших учебных заведений стран СНГ «Новая реальность глобальной безопасности: меняющаяся природа угроз в XXI веке»..
Кроме того, В ПИР-Центре осуществляются постоянные программы стажировок для студентов российских и международных ВУЗов.

## Индекс безопасности
Журнал «Индекс Безопасности» (ISSN печатной версии: 1992-9242) выходил с 1994 года с периодичностью 4 раза в год до 2016 года, освещая проблемы международной безопасности. В состав редакционной коллегии журнала входят: Азер Ариф-оглы Мурсалиев — шеф-редактор Издательского дома «Коммерсантъ», Сергей Эдуардович Приходько — заместитель председателя правительства Российской Федерации, Сергей Алексеевич Рябков заместитель министра иностранных дел РФ, Николай Николаевич Спасский — заместитель генерального директора Государственной корпорации по атомной энергии «Росатом» и другие. Международная версия журнала, Security Index (ISSN 1993-4270) выходила на английском языке с 2007 по 2014 год и издавалась британским издательством Routledge.
Весной 2012 года вышел юбилейный сотый номер журнала «Индекс безопасности», а 110-й номер журнала, вышедший в октябре 2014 года, был посвящен двадцатилетию ПИР-Центра.
С 2019 года журнал "Индекс Безопасности" прекратил своё существование, чтобы уступить место новому формату публикаций – серии аналитических записок Индекс Безопасности — Научные записки ПИР-Центра.

## Санкции
22 сентября 2023 года, на фоне вторжения России на Украину, ПИР-Центр включён в санкционный список Канады против организаций причастных к депортации украинских детей в Россию, а также за создание и распространение дезинформации и пропаганды.

## Партнеры ПИР-Центра
- Centre russe d'études politiques[40].
- Международный клуб «Триалог»[41].
- МГИМО (У) МИД России[42].
- Дипломатическая академия МИД РФ[43].
- Middlebury Institute of International Studies[44].